# Merosargus divisus
Merosargus divisus är en tvåvingeart som beskrevs av James 1971. Merosargus divisus ingår i släktet Merosargus och familjen vapenflugor.
Artens utbredningsområde är Peru. Inga underarter finns listade i Catalogue of Life.